# Dendroidopsis sumatrensis
Dendroidopsis sumatrensis es una especie de coleóptero de la familia Pyrochroidae.

## Distribución Geográfica
Habita en Sumatra.